# Eredità selvaggia
Eredità selvaggia (Wild Heritage) è un film western statunitense del 1958 diretto da Charles F. Haas e interpretato da Will Rogers Jr., Maureen O'Sullivan e Rod McKuen. È basato sul racconto del 1953 Death Rides This Trail di Steve Frazee.

## Trama
Texas. Nel clima sociale primitivo delle città in cui il lavoro scarseggia e delle sterminate distese di terra ancora vergine infestate da banditi, Jake Breslin decide di mettersi in viaggio verso l'Ovest sfidando il pericolo con tutta la famiglia: Emma, la moglie, Missouri, la giovane figlia, e due robusti figli ventenni che, pur non completamente d'accordo sulla decisione paterna, si mettono in marcia con un carro. A Tobnott, due banditi aggrediscono Jake e lo uccidono. Il giudice popolare Copeland persuade il resto della famiglia a proseguire. A Break Wagon Hill, il carro si rompe e la famiglia decide di stabilirsi sul posto.
I due fratelli, frustrati dal colpo subìto, alimentano il loro desiderio di vendetta e la loro inquietudine trova sfogo con la famiglia dei vicini, i Bascomb. Soprattutto per merito delle due madri, Emma e Kelly Bascomb, le discordie si ricompongono e subentra uno spirito di collaborazione, ma nel frattempo si rifanno vivi i due banditi che avevano ucciso Jake e rubano le mandrie delle due famiglie. I figli di Jake riescono ad affrontare i banditi e a eliminarli, così l'amicizia che ormai lega i Breslin con i Bascomb verrà rinsaldata da successivi matrimoni. 

## Produzione
Il film, diretto da Charles F. Haas su una sceneggiatura di Paul King e Joseph Stone e un soggetto di Steve Frazee, fu prodotto da John E. Horton per la Universal Pictures e girato nel Janss Conejo Ranch a Thousand Oaks, California, a Lasky Mesa, West Hills, Los Angeles, California, da inizio ottobre all'inizio di novembre 1957. Il titolo di lavorazione fu Death Rides This Trail. Il brano della colonna sonora When Johnny Comes Marching Home fu composto da Louis Lambert.

## Distribuzione
Il film fu distribuito con il titolo Wild Heritage negli Stati Uniti nell'agosto 1958 al cinema dalla Universal Pictures.
Altre distribuzioni:
- in Austria nel 1959 (Der Tod reitet mit)
- in Germania Ovest il 24 marzo 1959 (Der Tod reitet mit)
- in Finlandia il 5 giugno 1959 (Rajan sankarit)
- in Svezia il 27 luglio 1959 (De djärvas ranch)
- in Francia il 27 novembre 1959 (Sur la piste de la mort)
- in Danimarca il 4 aprile 1960 (Nybyggerne på prærien)
- in Brasile (Época Sem Lei)
- in Spagna (Legado salvaje)
- in Italia (Eredità selvaggia)
- negli Stati Uniti (Death Rides This Trail)

## Promozione
Le tagline sono:
- Boys, who grew to quick manhood---behind blazing guns! Girls, who loved them and fought them like the wild land itself!
- Born of lawless men and lusty women...theirs was a WILD HERITAGE
- The saga of the YOUNG...the VIOLENT...the INNOCENT...who challenged a bold and reckless land!